# Wanda Jean Allen
Wanda Jean Allen (17 de agosto de 1959 - 11 de enero de 2001) fue una reclusa afroamericana condenada a muerte en Oklahoma en 1989 por el asesinato de su pareja sentimental Gloria Jean Leathers. Sus apelaciones finales y los tres últimos meses de su vida fueron la crónica de la cineasta Liz Garbus en el documental The Execution of Wanda Jean (2002).
Allen fue la primera mujer ejecutada en Oklahoma desde la ejecución de Dora Wright en 1903. Y fue la primera mujer negra en ser ejecutada en los Estados Unidos desde 1954. Ella también fue la sexta mujer en ser ejecutada desde la reinstauración de la pena de muerte en el país en 1976.

## Primeros años de vida
Wanda Jean Allen nació el 17 de agosto de 1959, siendo la segunda de ocho hijos. Su madre era una alcohólica; y su padre se fue de casa después del nacimiento de la última hermana de Wanda y la familia vivió en una vivienda pública que apenas rozaba el bienestar social.
A la edad de 12 años, Allen fue golpeada por un camión dejándola inconsciente, y a los 14 o 15 años fue apuñalada en la sien izquierda. Se notó que las capacidades mentales de Allen se deterioraron notablemente, y que su coeficiente intelectual era de 69. Se encontró particularmente significativo que el hemisferio izquierdo de su cerebro era disfuncional, para menoscabar su comprensión, su capacidad de expresarse lógicamente a sí misma, y su capacidad de analizar causa y efecto en relaciones. También se concluyó que Allen era más crónicamente vulnerable que otros a convertirse en desorganizada por las tensiones cotidianas, y por lo tanto más vulnerable a la pérdida del control de estrés.
A los 17 años, abandono la escuela secundaria.

## Muerte de Dedra Pettus
En 1981, Allen estaba compartiendo un apartamento con Dedra Pettus, una amiga de la infancia y con la que había sostenido una relación sentimental anterior. El 29 de junio de 1981, después de una discusión entre ambas, Allen disparó y mató a Pettus. En su confesión en 1981, Allen declaró que disparó accidentalmente a Pettus a unos 9 metros (aproximadamente 30 pies) de distancia. Sin embargo, la evidencia forense era incompatible con la historia de Allen; en particular, un experto de la policía cree que las contusiones y quemaduras de pólvora en el cuerpo de Pettus indicaron que Allen había disparado a quemarropa. Sin embargo, los fiscales llegaron a un acuerdo con Allen, y ella recibió una condena de 4 años a cambio de una declaración de culpabilidad por homicidio involuntario. Cumplió dos años de la sentencia.
Pettus fue enterrada en el cementerio de la ciudad de Oklahoma City.

## Asesinato de Gloria Jean Leathers
Siete años después de la muerte de Dedra Pettus, Allen vivía con su novia Gloria Jean Leathers, una joven afroamericana que conoció en la cárcel. Las dos tuvieron una relación turbulenta y violenta. El 2 de diciembre de 1988, Leathers, de 29 años, recibió un disparo enfrente del Departamento de Policía en Oklahoma City. Quince minutos antes del tiroteo, las dos mujeres estaban involucradas en una disputa en una tienda de comestibles. Un oficial de la ciudad acompañó a las dos mujeres hasta su casa y se quedó al margen mientras Leathers recogía sus pertenencias. Leathers y su madre estaban en camino para presentar una denuncia en contra de Allen. Cuando Leathers salió del vehículo, Allen le disparó un tiro, hiriendo a Leathers en el abdomen. La madre de Leathers presenció el tiroteo. Dos policías y un despachador escucharon el disparo efectuado, pero ninguno de los empleados del departamento de la policía presenciaron el tiroteo. La policía recuperó un arma calibre 0.38, que creen fue usada en el tiroteo cerca de la casa de las mujeres. Gloria murió a causa de la lesión tres días más tarde, el 5 de diciembre de 1988.
Leathers fue enterrada en el Green Acres Memorial Gardens Cemetery, en Sperry en el condado de Tulsa, Oklahoma.

## Juicio
El estado inculpó a Allen de asesinato en primer grado y anunció que iba a pedir la pena de muerte. La evidencia de que Leathers tenía un historial de conducta violenta, y que había apuñalado a una mujer hasta la muerte en Tulsa, Oklahoma, en 1979, fue el centro de la defensa propia argumentado en el juicio de Allen. Allen declaró que le temía a Leathers porque ella se había jactado ante ella sobre el asesinato. La defensa trató de corroborar esta afirmación con el testimonio de la madre de Leathers, a quien Leathers supuestamente le había dicho sobre el apuñalamiento. Sin embargo, la fiscalía se opuso, y el tribunal prohibió la introducción de dicho testimonio, ya que se consideró que solo eran rumores sin fundamento. El fiscal representó a Allen como una persona mentirosa y sin remordimientos. El jurado la declaró culpable de asesinato en primer grado y fue condenada a muerte el 18 de abril de 1989.

## Ejecución
Allen pasó 12 años en el corredor de la muerte hasta que su solicitud de clemencia se le negó. Mientras estaba en prisión, se convirtió en una cristiana renacida. 
Allen, de entonces de 41 años, fue ejecutada mediante una inyección letal por el Estado de Oklahoma el jueves 11 de enero de 2001, en la Penitenciaría de McAlester. Veinticuatro familiares de la víctima de asesinato Gloria Leathers y de la víctima de homicidio Dedra Pettus viajaron hasta allí para presenciar la ejecución. Muchos de ellos vieron la ejecución por detrás de una ventana tintada. Mientras estaba acostada en la camilla en su ejecución, Allen dijo: "Padre, perdónalos. Ellos no saben lo que hacen". Ella también sacó la lengua y le sonrió a su abogado de apelaciones, Steve Presson, de quien se había convertido en amiga. Él luego dijo "se fue bailando en el colchón, mientras intentaban matarla". Fue declarada muerta a las 9:21 p. m.; familiares de Leathers expresaron que la ejecución les dio un "cierre". Fue enterrada en el Trice hill cemetery en Oklahoma City.
Fue la sexta mujer en ser ejecutada desde la reinstauración de la pena de muerte en los Estados Unidos en 1976, y la primera de tres mujeres ejecutadas por el estado de Oklahoma en el año 2001. También fue la primera mujer negra ejecutada en el país desde la ejecución de Betty Butler en el estado de Ohio en 1954.